# هایراپت هایراپتیان
هایراپت سارداری هایراپتیان (ارمنی: Հայրապետ Սարդարի Հայրապետյան؛ انگلیسی: Hayrapet Hayrapetyan زادهٔ ۱ دسامبر ۱۸۷۴ - درگذشته ۷ مارس ۱۹۶۲)، آموزگار، نثرنویس، مترجم، نویسنده ادبیات کودکان اهل ارمنستان بود.

## زندگی‌نامه
وی در ۱ دسامبر ۱۸۷۴ در کنستانتینوپل به دنیا آمد در همان‌جا نیز تحصیل نمود؛ و از سال ۱۸۸۸ در مدرسه نرسیسیان تحصیل نمود. وی از سال ۱۹۳۴ عضو اتحادیه نویسندگان اتحاد شوروی بود.  وی در ۷ مارس ۱۹۶۲ در سن ۸۷ سالگی در ایروان درگذشت. دبستان شماره ۷۸ ایروان به نام وی نامگذاری شده‌است.

## آثار
در سال ۱۹۳۱ نخستین مجموعه هایراپتیان «کمون زنبور عسل» به چاپ رسید. دیرتر مجموعه‌های دیگرش «پرندگان» (۱۹۳۵)، «ترانه‌های من» (۱۹۳۹)، «دسته گل» (۱۹۴۸)، «خاطراتی از روزهای کودکی» (۱۹۵۶)، «خان و شبان» (۱۹۵۹) و «برای کودکان» (۱۹۶۱) به چاپ رسیدند. وی همچنین رمان تاریخی «واهانِ گرگ» را در سال ۱۹۴۳ تألیف نموده‌است.